# União Brasileira de Escritores
A União Brasileira de Escritores (UBE) é uma sociedade fundada a 17 de janeiro de 1958 com a fusão da seção paulista da Associação Brasileira de Escritores e da Sociedade Paulista de Escritores. Sucedeu à Sociedade dos Escritores Brasileiros, primeira associação profissional de escritores, fundada em 14 de março de 1942 por Mário de Andrade e Sérgio Milliet.
Sua sede fica na cidade de São Paulo e é uma sociedade civil representativa em âmbito nacional, com personalidade jurídica e patrimônio próprio.
Tem cerca de três mil escritores associados ". Tem por finalidade:
- Defesa da liberdade de expressão;
- Defesa dos direitos autorais e demais direitos dos escritores;
- Difusão da cultura e a democratização do acesso à informação.

## Atividades
- Publica desde 1980 a revista O Escritor, que inicialmente era um jornal e se tornou revista em 2005. Porém, boa parte das matérias que compõem o portal oficial da organização continuam sendo publicadas sob o título O Jornal da UBE.
- Organiza congressos, encontros de escritores, debates, cursos e ciclos de palestras, com o apoio de órgãos públicos e outras instituições.
- Promove todo ano, em parceria com o jornal Folha de S.Paulo, o concurso Intelectual do Ano - Prêmio Juca Pato.
- Dá assistência aos associados em questões relativas a direitos autorais, à liberdade de expressão, e a aposentadorias como escritor.

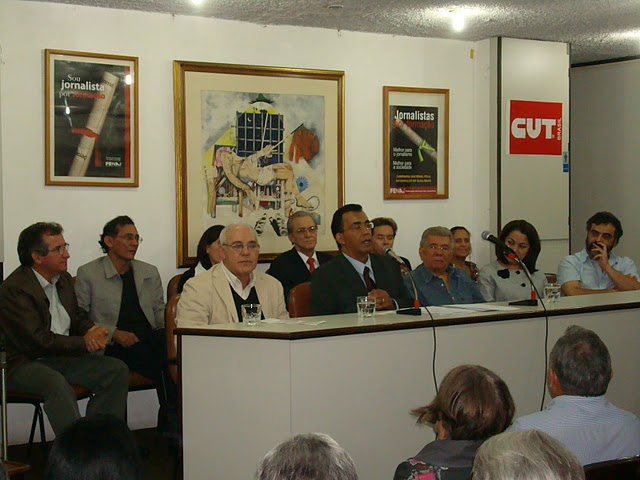
Diretoria da UBE, em 30-04-2010, na cerimônia de posse

## Ex-presidentes
- Sérgio Milliet (1958-1960)
- Paulo Duarte (1960-1961)
- Mário da Silva Brito (1961-1963)
- Mário Donato (1963-1964)
- Afonso Schimidt (1964)
- Oliveira Ribeiro Neto (1964-1965)
- Oliveira Ribeiro Neto (1965-1966)
- Oliveira Ribeiro Neto (1966-1967)
- Raimundo de Menezes (1967-1968)
- Raimundo de Menezes (1968-1970)
- Raimundo de Menezes (1970-1972)
- Raimundo de Menezes (1972-1974)
- Raimundo de Menezes (1974-1976)
- Raimundo de Menezes (1976-1978)
- Raimundo de Menezes (1978-1980)
- Péricles Prade (1980-1982)
- Fábio Lucas (1982-1984)
- Fábio Lucas (1984-1986)
- Ricardo Ramos (1986-1988)
- Cláudio Willer (1988-1990)
- Cláudio Willer (1990-1992)
- Henrique L. Alves (1992-1994)
- Fábio Lucas (1994-1996)
- Fábio Lucas (1996-1998)
- Fábio Lucas (1998-2000)
- Cláudio Willer (2000-2002)
- Cláudio Willer (2002-2004)
- Levi Bucalem Ferrari (2004-2006)
- Levi Bucalem Ferrari (2006-2008)
- Levi Bucalem Ferrari (2008-2010)
- Joaquim Maria Botelho (2010-2012)
- Joaquim Maria Botelho (2012-2014)
- Joaquim Maria Botelho (2014-2015)
- Durval de Noronha Goyos Júnior (2015-2017)
- Durval de Noronha Goyos Júnior (2017-2019)
- Ricardo Ramos Filho (2019-2021)
- Ricardo Ramos Filho (2021-2023)
- Ricardo Ramos Filho (2023-2025)
- Exerceram a presidência por largo período, em substituição aos titulares, Helena Silveira, Marcos Rey, Luiz Toledo Machado, Lygia Fagundes Telles e Abguar Bastos.

## Seção Pernambuco
A seção de Pernambuco da União Brasileira de Escritores (UBE-PE) foi fundada em 17 de janeiro de 1958, nas dependências de O Gráfico Amador, no Recife, em decorrência de uma campanha liderada pelo escritor Paulo Cavalcanti, que se tornou seu primeiro presidente.
Sua primeira sede foi uma sala no Espaço Pasárgada, na Rua da União.
Recebeu, inicialmente em comodato, da Prefeitura do Recife, na gestão do prefeito Gilberto Marques Paulo, que sancionou a Lei 15.740/92, um casarão na rua de Santana, 202, Casa Forte, onde instalou sua sede própria, a Casa do Escritor Pernambucano, e que, agora, passa pelo processo final da doação, autorizada pela Lei 16.631/2000 de autoria do então vereador Admaldo Matos e sancionada pelo prefeito Roberto Magalhães.
Editou por algum tempo um periódico virtual, A voz do escritor, distribuído por e-mail e apresentado na página da entidade.

## Prêmios
- Categoria Poesia: Prêmio Vicente de Carvalho;
- Categoria Ensaio: Prêmio Vianna Moog;
- Categoria Crônica: Prêmio Alejandro Cabassa;
- Categoria Teatro: Prêmio Martins Pena.

## Seção Goiás
A União Brasileira de Escritores – Seção Goiás (UBE-GO) foi fundada com o propósito de representar, valorizar e fortalecer a classe literária e os escritores do estado de Goiás, integrando-os ao cenário nacional das letras. Seguindo a tradição da UBE nacional, criada no Rio de Janeiro em 1958, a seção goiana surgiu como um desdobramento regional, visando promover o intercâmbio cultural, incentivar a produção literária e defender os interesses dos autores locais. apesar que a própria UBE-GO se manifestou dizendo que a sua fundação tenha ocorrido em 1945, em uma sala do Jóquei Clube de Goiás, foi eleita a diretoria provisória da ABDE, entidade que, na década de 1960, transformaria-se na UBE atual.
A fundação regulamentada da UBE-GO aconteceu no início dos anos 2000, fruto da mobilização de escritores, poetas, professores, jornalistas e agentes culturais do estado, que buscavam uma entidade representativa capaz de dar voz e visibilidade à produção intelectual goiana. A cerimônia de fundação contou com a presença de escritores reconhecidos no cenário local e nacional, além de representantes de instituições culturais, universidades e órgãos de fomento à cultura.
Desde sua criação, a UBE-GO vem atuando de forma ativa na promoção de eventos literários, saraus, lançamentos de livros, mesas-redondas e ciclos de palestras. Também mantém diálogo constante com outras instituições culturais do estado, como a Academia Goiana de Letras, a Universidade Federal de Goiás (UFG) e secretarias de cultura.
A entidade segue os princípios da UBE nacional: a defesa da liberdade de expressão, o estímulo à leitura, a proteção dos direitos autorais e a valorização da literatura como instrumento de formação cultural e social.
Atualmente, a UBE-GO representa escritores de diversos gêneros, como poesia, ficção, ensaio, crônica e literatura infantojuvenil, promovendo o reconhecimento da literatura produzida em Goiás no contexto nacional.